# ارتواستر

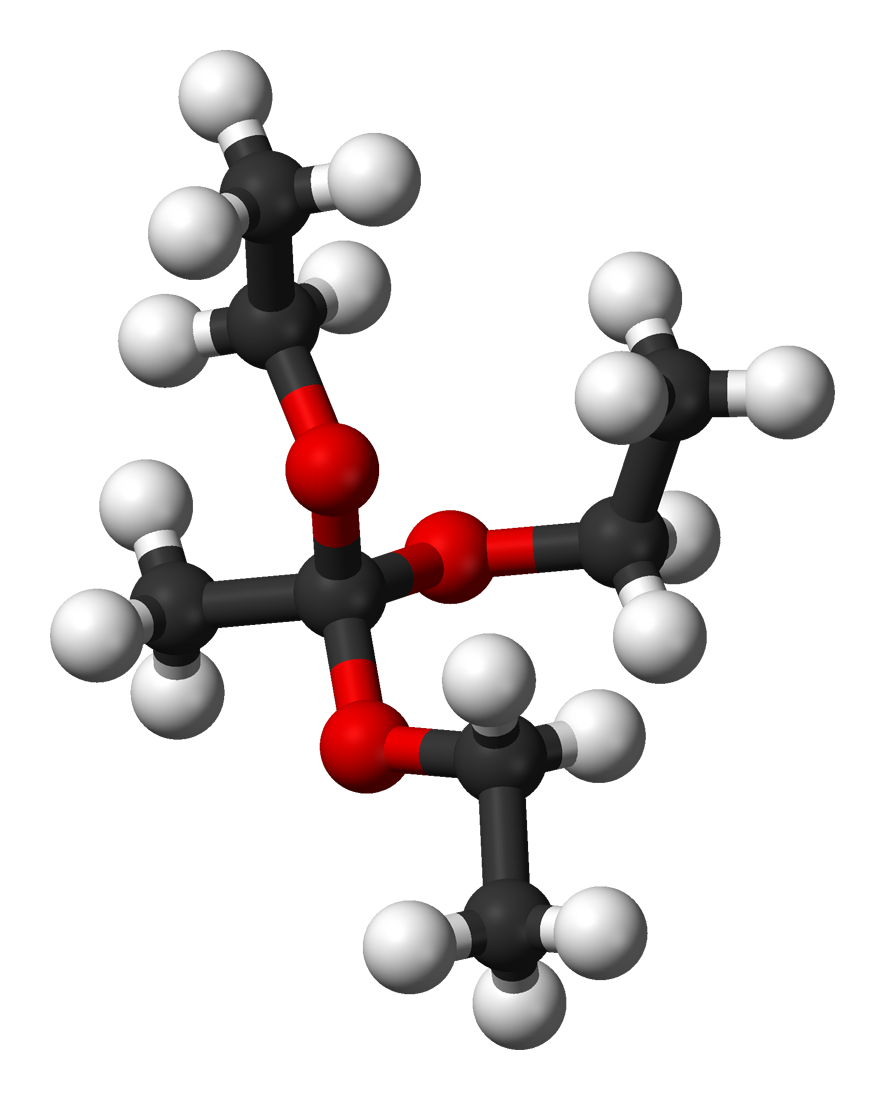
مدل گلوله و میله اتیل ارتواستات که نمونه‌ای از یک ارتواستر است.

ارتواسترها(به انگلیسی: Orthoester) دسته‌ای از ترکیبات آلی هستند که در آن‌ها سه گروه آلکوکسی به یک اتم کربن متصل شده‌اند. فرمول کلی این ترکیبات به صورت RC(OR’)3 است که در آن R و R’ شاخه‌های جانبی هستند.

## سنتز
ارتواسترها طی یک واکنش پینر بین یک نیتریل و یک الکل در حضور کاتالیزور اسیدی، تشکیل می‌شوند.
RCN + 3 R’OH → RC(OR’)3 +  NH3